# 安娜 (沃罗涅日州)
安娜（羅馬化：Anna）是俄罗斯沃罗涅日州的市级镇、安娜区行政中心，在州府沃罗涅日东偏南方。
该地2021年人口有16,004人；2010年人口18,032；2002年人口19,416；1989年人口19,080。